# Царицынский листок
«Царицынский листок» — ежедневная газета Царицына, издававшаяся с 2 декабря 1901 года до 6 мая 1906 года. С 3 января 1906 года стала называться «Царицынский листок “Союза 17-го октября”». Возникла из газеты «Волжско-Донской листок». Всего вышло 1246 номеров.

## История
Фактическим редактор-издатель газеты «Волжско-Донской листок» Евграф Дмитриевич Жигмановский закрыл газету и основал свою собственную — «Царицынский вестник». С этим был несогласен номинальный редактор-издатель газеты Иван Васильевич Петров, который передал права на её издание доктору Шешминцеву, который возобновил её издание под названием «Царицынский листок».
Испытывая материальные затруднения, в 1904 году Шешминцев негласно сдал газету в аренду казаку Верхне-Курмоярской станицы А.П. Попову, который попытался изменить направление газеты в «либеральном» духе. 
В 1904 году во время русско-японской войны за фельетон содержавший нападки на армейское командование, газете было запрещено до 1 января 1905 года помещать частные объявления. К концу 1904 года Николай Шешминцев вновь взял издание в свои руки. 
Во время революции 1905 года редакция газеты заняла охранительную позицию, поддерживая сохранение самодержавия и выступая за решительное подавление революционного движения. 

## Содержание
Программа газеты была аналогична программе газеты «Царицынский вестник» и включала в себя «Провинциальное обозрение», фельетон «Очерки местной общественной жизни», собственные корреспонденции с Поволжья и Дона. 
Находилась под предварительной цензурой, цензор — полицеймейстер, позднее директор мужской гимназии. Редакция враждовала с «Царицынским вестником» и ориентировалась на не слишком интеллигентные слои населения — купцов, приказчиков, мещан. Общий уровень материалов газеты был невысоким. Большое место на страницах газеты занимали материалы антисемитского характера, за что царицынские врачи выразили в «Саратовском листке» порицание Шешминцеву за «травлю евреев». 

## Авторы
Издатель-редактор домашняя учительница Е.И. Шешминцева, но фактически газета издавалась её мужем врачом Николаем Степановичем Шешминцевым. Печаталась в типографии Е.И. Шешминцевой.